# Équipe de Macédoine du Nord masculine de handball
Cet article traite de l'équipe masculine. Pour l'équipe féminine, voir Équipe de Macédoine du Nord féminine de handball.
Pour les articles homonymes, voir Équipe de Macédoine du Nord.
Maillots
Dernière mise à jour : 3 février 2025.

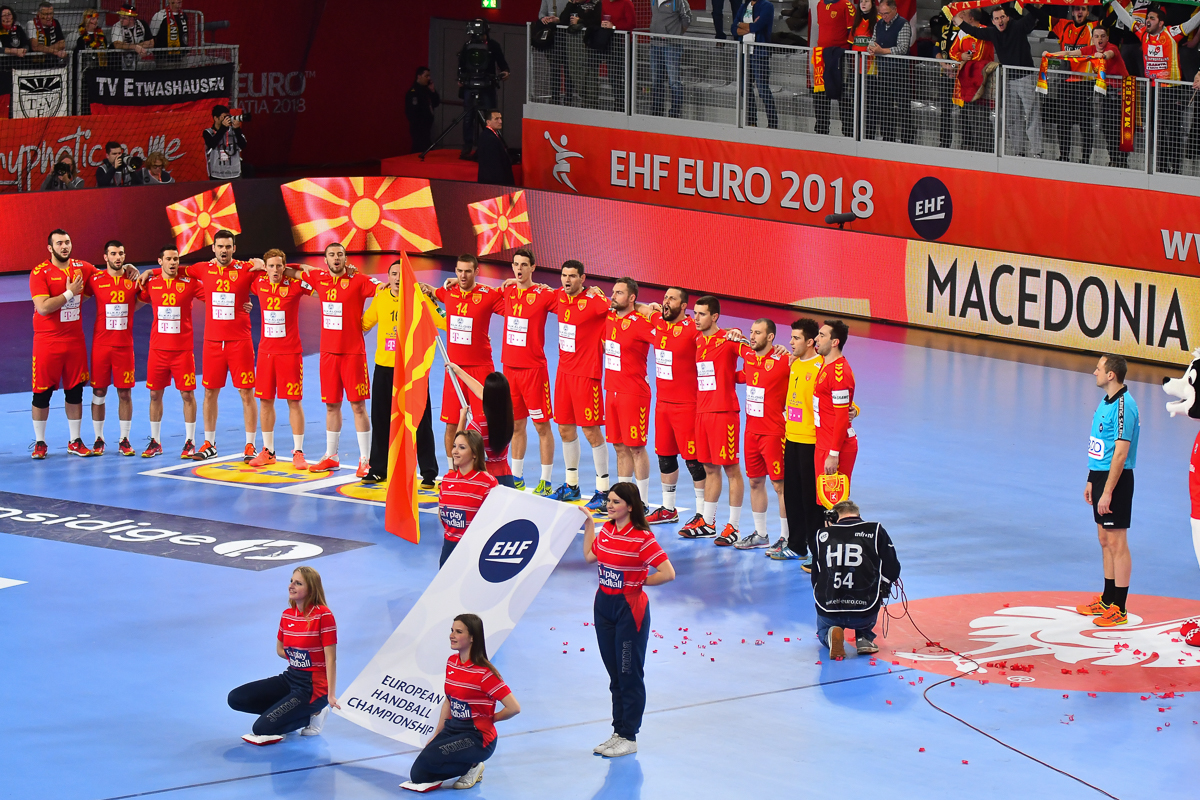
La Macédoine lors du Championnat d'Europe 2018.

L'équipe de Macédoine du Nord masculine de handball représente la fédération macédonienne de handball lors des compétitions internationales, notamment aux championnats du monde et Championnats d'Europe auxquels elle participe régulièrement depuis 2012.
Son joueur le plus marquant est sans conteste Kiril Lazarov : meilleur buteur de l'histoire de la sélection avec plus de 1200 buts marqués, il détient le record du plus grand nombre de buts marqués lors d'un championnat du monde avec 92 buts en 9 matchs et lors d'un championnat d'Europe avec 61 buts en 7 matchs

## Parcours en compétitions internationales
| Jeux olympiques - Aucune participation Championnats d'Europe - de 1994 à 1996 : non qualifiée - 1998 : 12e place - de 2000 à 2010 : non qualifiée - 2012 : 5e place - 2014 : 10e place - 2016 : 11e place - 2018 : 11e place - 2020 : 15e place - 2022 : 22e place - 2024 : 17e place | Championnats du monde - de 1938 à 1990 : membre de la Yougoslavie - de 1993 à 1997 : non qualifiée - 1999 : 18e place - de 2001 à 2007 : non qualifiée - 2009 : 11e place - 2011 : non qualifiée - 2013 : 14e place - 2015 : 9e place - 2017 : 15e place - 2019 : 15e place - 2021 : 23e place - 2023 : 27e place - 2025 : 15e place |

## Effectif actuel
Les 19 joueurs sélectionnés pour disputer l'Euro 2024 sont :

## Personnalités liées à la sélection

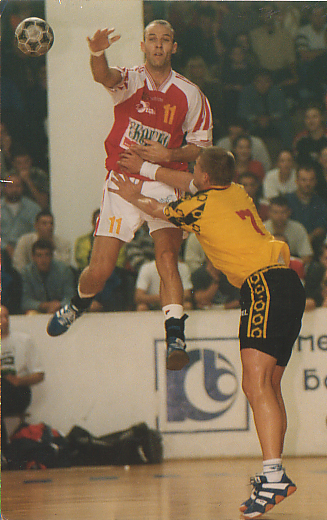
Pepi Manaskov.

### Joueurs
- Stevče Aluševski : joueur le plus capé[réf. nécessaire] avec 245 sélections
- Kiril Lazarov : meilleur buteur de l'histoire de la sélection, d'un championnat du monde (92 buts en 2009) et d'un championnat d'Europe (61 buts en 2012)
- Pepi Manaskov
- Borko Ristovski
- Renato Vugrinec : handballeur slovène naturalisé macédonien en 2013

### Sélectionneurs
- Ivica Obrvan : de 2013 à 2016
- Lino Červar : de 2016 à 2017
- Raúl González Gutiérrez : de 2017 à février 2019
  -  Roberto García Parrondo : adjoint de 2017 à février 2019
- Danilo Brestovac : depuis février 2019 à février 2021
- Kiril Lazarov : depuis février 2021

## Confrontations contre la France
| Rencontres | Victoires | Nuls | Défaites | Buts pour | Buts contre | Différence |
| ---------- | --------- | ---- | -------- | --------- | ----------- | ---------- |
| 5          | 5         | 0    | 0        | 161       | 121         | +40        |

## Galerie

Face au Monténégro à l'Euro 2018
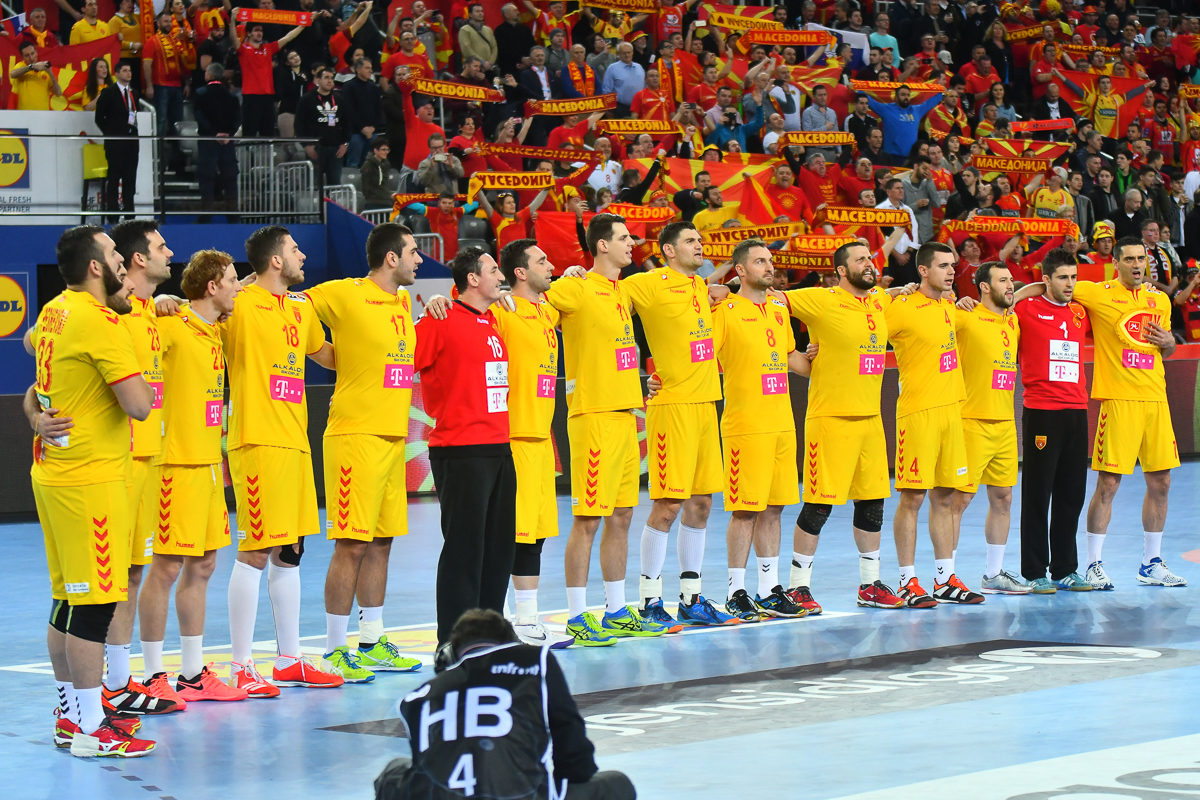
Pendant les hymnes
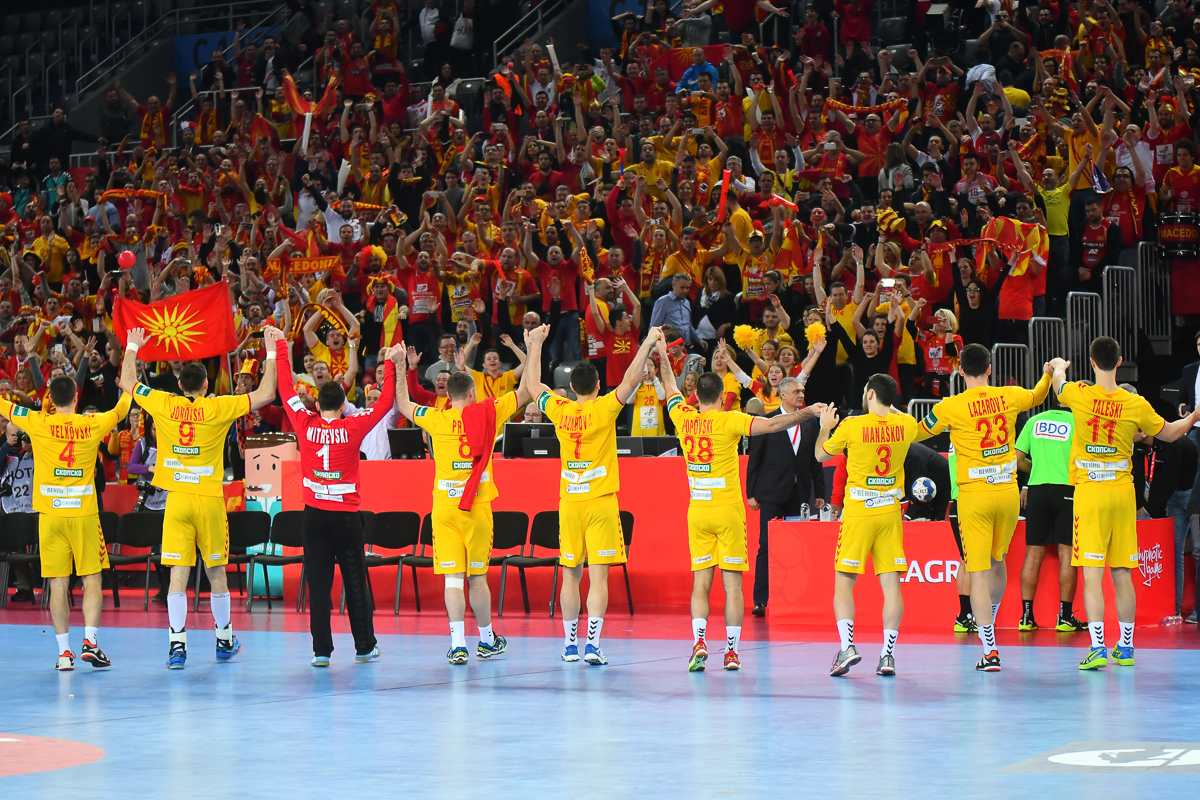
Devant ses supporters.
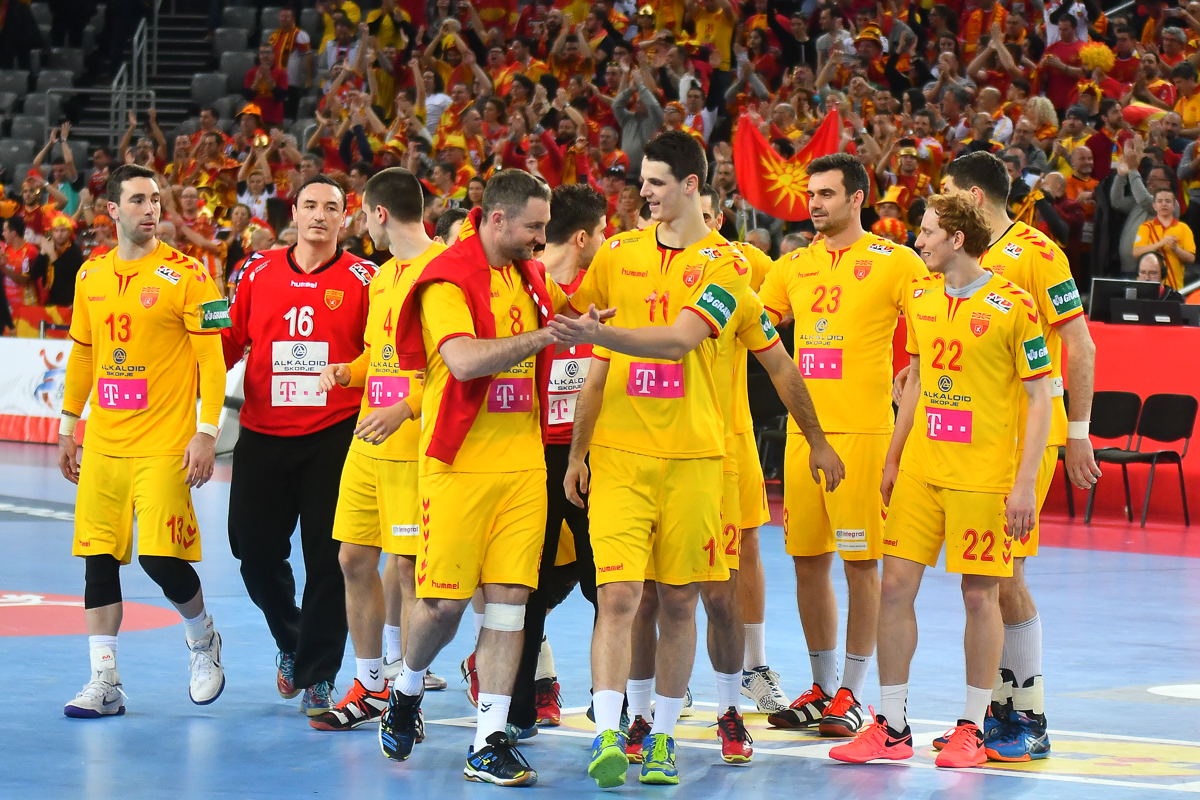
À la fin du match.
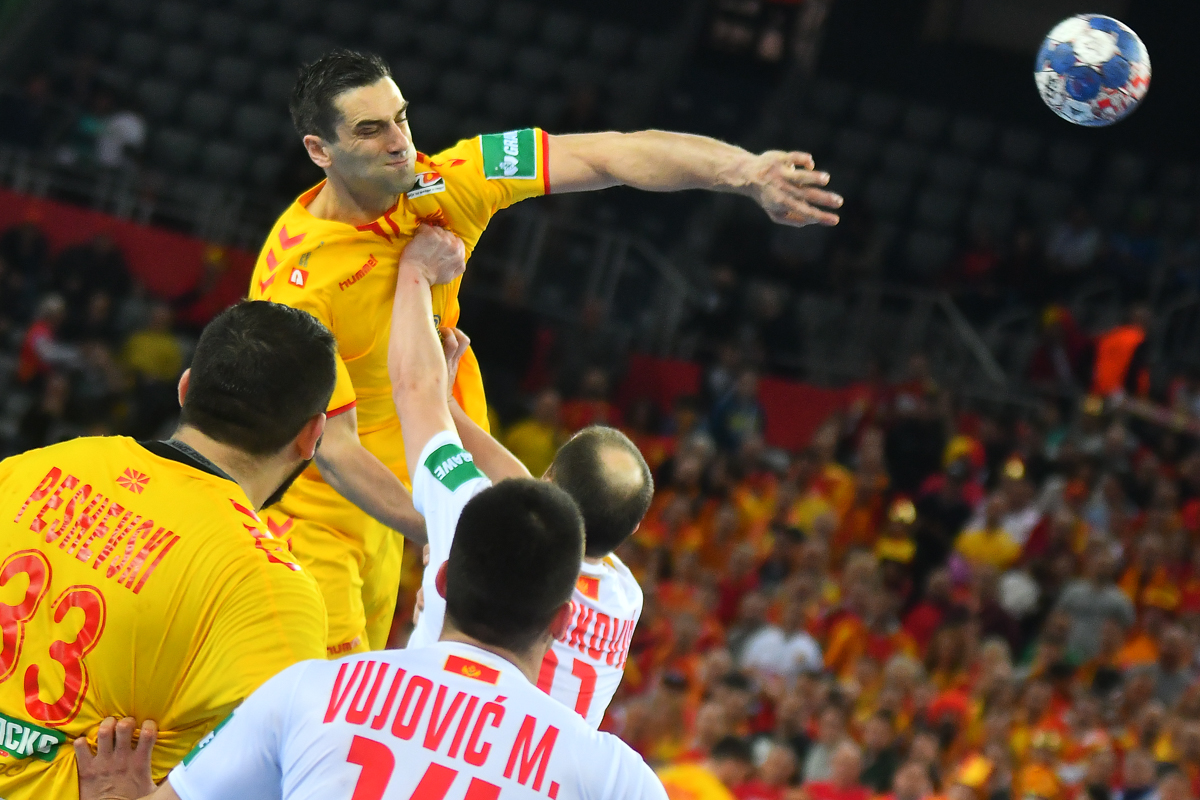
Kiril Lazarov au tir.